# Tobias Schneider
Tobias Schneider (* 23. Juli 1981 in Berlin-Schöneberg) ist ein deutscher Eisschnellläufer, der auf Langstrecken spezialisiert ist.
Tobias Schneider debütierte im Februar 2004 beim Weltcup in Hamar. Nach einigen Achtungserfolgen wie zwei Siegen in der B-Gruppe des Weltcups über 5000 Meter (Februar 2004 in Inzell) und über 1500 Meter beim Saisonauftakt 2006/07 in Heerenveen, konnte er mit einem siebten Platz über 5000 Meter erstmals in die Weltspitze laufen. Noch im selben Monat wurde er beim übernächsten Weltcup in Moskau schon Zweiter über 10.000 Meter und lief dabei einen neuen deutschen Rekord, allerdings fehlten ein paar Läufer der Weltklasse.
Bei den Olympischen Winterspielen 2006 in Turin erreichte der Sportsoldat im Mannschaftsrennen mit dem deutschen Männerteam den siebten Rang. Zweimal wurde der für den Berliner Schlittschuhclub startende Athlet deutscher Meister, weitere vier Mal Vizemeister und einmal Dritter. 2006 wurde er zum deutschen Eisschnellläufer des Jahres gewählt.

## Eisschnelllauf-Weltcup-Platzierungen
| Platzierung | 100 m | 500 m | 1000 m | 1500 m | 5000 m | 10.000 m | Team |
| ----------- | ----- | ----- | ------ | ------ | ------ | -------- | ---- |
| 1. Platz    |       |       |        |        |        |          |      |
| 2. Platz    |       |       |        |        |        | 1        |      |
| 3. Platz    |       |       |        |        |        |          | 1    |
| Top 10      |       |       |        | 2      | 5      | 1        | 5    |

(Stand: 2. Dezember 2008)